# Karl von Müffling
Friedrich Carl Ferdinand Freiherr von Müffling, ook Weiß genoemd (Halle, 12 juni 1775 - Erfurt, 16 januari 1851) was een Pruisisch generaal en veldmaarschalk, landmeter, krijgshistoricus en -publicist.

## Levensloop
De jonge aristocraat Müffling nam in 1787 als jonker dienst bij de fuseliers van de Pruisische koning. In 1790 trok hij met dit regiment ten strijde in Silezië en van 1792 tot 1795 vocht hij in Frankrijk tegen de Franse revolutionaire legers.

De jonge officier was een bekwaam landmeter en van 1797 tot 1802 hielp hij de kaarten van Noord-Duitsland, de zogenaamde "Lecoqsche Karte", en die van Thüringen verbeteren.Hij werkte ook voor de geograaf F.X. von Zach (1754-1832). In 1799 verscheen het eerste literaire werk van von Müffling in de vorm van bijdragen aan een militaire encyclopedie.
In 1805 werd hij met de rang van kapitein officier bij de Generale Staf. Men vroeg von Müffling ook lid van de door Scharnhorst opgerichte "Militärischen Gesellschaft" te worden.Voor deze officiersclub die zich militaire hervormingen bezighield moest de jonge officier een voordracht houden waarover door de leden, 120 officieren van alle rangen, gediscussieerd werd.
De nauwkeurige en bekwame stafofficier muntte uit als kwartiermeester. In 1806 maakte von Müffling in deze en andere functies deel uit van de staven van de Hertog van Weimar, generaal Job von Wartensleben en Prins Hohenlohe en na de catastrofale nederlaag van het Pruisische leger bij Jena diende hij enige tijd onder het commando van Blücher. Het was aan von Müffling om na de verloren slag bij Lübeck de overgave van Ratkau en het legerkorps van Blücher aan te bieden.
Na een intermezzo als ambtenaar in Weimaraanse dienst waar hij lid van de Geheime Raad van de Hertog van Weimar was keerde von Müffling na de ondergang van de Grande Armee in Rusland en het daardoor mogelijke herstel van Pruisen als luitenant-kolonel in Pruisische dienst terug. Hij werd wederom bij de staf van Blücher ingedeeld.
Het voorbereiden van een door Pruisen gewonnen slag bij Hainau in Silezië bracht promotie tot kolonel. Na als generaal-kwartiermeester van het Pruisisch-Silezische leger te hebben gewerkt bracht de Volkerenslag bij Leipzig de bevordering tot generaal-majoor.
Gneisenau en Müffling konden moeilijk samenwerken. Hun temperamenten verschilden daarvoor te zeer en von Müffling zag de oudere generaal als een vertegenwoordiger van de oude, en voor de ondergang van Pruisen verantwoordelijke, "topografische school" van oorlog voeren.Na de val van Napoleon werd hij eerst chef staf van de Russische generaal Barclay de Tolly en Generaal Kleist von Nollendorf en daarna bevelhebber van de bij de Rijn gelegerde Pruisische reserve.
De terugkeer van Napoleon bracht in de zomer van 1815 alle Europese legers weer in beweging; von Müffling werd verbindingsofficier in het Britse hoofdkwartier en was in deze functie verantwoordelijk voor het coördineren van de in slag bij Ligny gevoerde strategie.
Na Napoleons tweede en definitieve aftreden werd von Müffling geallieerd Gouverneur van de stad Parijs. De geallieerde legers die door veel Fransen als bevrijders werden gezien hielden de stad tot in 1816 bezet. Daarna was von Müffling de gevolmachtigde van Pruisen in het hoofdkwartier van de Hertog van Wellington. Omdat er tijd overschoot maten de nog steeds in landmeting geïnteresseerde von Müffling en een groep Franse officieren het hoogteverschil tussen Duinkerke en de Rijn. Tussen 1816 en 1828 had hij de leiding van de militaire kartering van de Rijnprovincie, wat de voortzetting was van het kaartenwerk dat in 1801 was opgestart door de Franse militair cartograaf Jean Joseph Tranchot.
In 1818 nam von Müffling deel aan het Congres van Aken. De 22e maart 1819 verleende Koning Willem I der Nederlanden de Pruisische luitenant-generaal het commandeurskruis van de Militaire Willems-Orde. In 1820 werd hij chef-staf van het Pruisische leger. Men heeft hem wel verweten meer tijd aan landmeten dan aan organiseren te hebben besteed maar hij liet het leger zeer goed georganiseerd achter terwijl ook zijn topografische uitgaven voorbeeldig genoemd worden.
1829 bracht weer een diplomatieke opdracht; de Pruisische koning Frederik Willem III zond zijn luitenant-generaal naar Constantinopel en Sint-Petersburg om in beide hoofdsteden een Turks-Russische wapenstilstand te bewerken.

In maart 1832 werd von Müffling generaal en in deze rang was hij bevelhebber van het 7e leger en gouverneur van Berlijn. In 1841 benoemde de Pruisische koning hem in de Staatsraad.

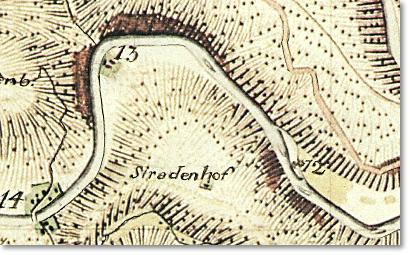
Kaart met de reliëfaanduiding van v. Müffling

In 1847 werd de inmiddels 73-jarige generaal om gezondheidsredenen gepensioneerd. Hij kreeg de titel van "Generalfeldmarschall" en mocht in het vervolg het domein Wandersleben het zijne noemen.
Als cartograaf heeft von Müffling een nieuwe wijze van arceren bedacht om hoogteverschillen op kaarten aan te kunnen geven.

## Militaire loopbaan
- Junker: 1787
- Leutnant: 1790[2]
- Premierleutnant: 1803
- Stabskapitän en Quartiermeisterleutnant: 1804[2]
- Hauptmann: 1805[1]
- Major:
- Oberstleutnant: april 1813[2]
- Oberst:
- Generalmajor en Generalquartiermeister: 1813[2]
- Generalleutnant: 1818[2]
- General der Infanterie:
- Generaloberst:
- Generalfeldmarschall: 7 oktober 1847[1]

## Onderscheidingen
- Pour le Mérite op 9 april 1814[1][3]
  - Eikenloof op 9 april 1814[1][3]
- Commandeur in de Militaire Willems-Orde op 22 maart 1819[4]
- Orde van Sint-Vladimir in 1829[2]
- Alexander Nevski-orde in 1830[2]
- Orde van het Bad in 1815[2]
- Ere-burger van Berlijn op 15 november 1842[5]
- Baron
- Huisorde van de Trouw[6]

## Publicaties
Müffling publiceerde, min of meer anoniem, onder de naam "C. von W.".
- Operationsplan der preußisch-sächsischen Armee 1806 (Weimar 1806)
- Marginalien zu den Grundsätzen der höhern Kriegskunst für die österreichischen Generäle (Weimar 1808, 2. Aufl. 1810)
- Die preußisch-russische Kampagne im Jahr 1813 (Breslau 1813; 2. Auflage, Leipzig 1815)
- Geschichte des Feldzugs der englisch-hannöversch-niederländischen und braunschweigischen Armee unter dem Herzog von Wellington und der preußischen unter dem Fürsten Blücher im Jahr 1815 (Stuttgart 1815)
- marginalia on Rühle von Lilienstern's Bericht über die Vorgänge bei der Hohenloheschen Armée 1806
- Beiträge zur Kriegsgeschichte der Jahre 1813 und 1814; die Feldzüge der schlesischen Armee (Berlin 1824, 2 Bände)
- Betrachtungen über die großen Operationen und Schlachten etc. (Berlin 1825)
- Napoleons Strategie im Jahr 1813 (Berlin 1827)
- Betrachtungen über die Römische Straßen am Unterrhein" (Berlin, 1834).

De postuum uitgegeven memoires onder de titel
- Aus meinem Leben (Berlin 1851, 2. Aufl. 1855) - deze zijn niet betrouwbaar. Von Müffling haatte Scharnhorst en hij verdraaide feiten om deze al in 1814 gestorven veldheer in diskrediet te brengen. IJdelheid deed hem zijn eigen rol in de gebeurtenissen vergroten.

- Th. von Bernhardi (Denkwürdigkeiten aus dem Leben des Generals von Toll, Bd. 4) zijn een humoristische afrekening met de geschiedvervalsingen van von Müffling.

Onder de titel "Karl Freiherr von Müffling. Offizier – Kartograph – Politiker (1775–1851). Lebenserinnerungen und kleinere Schriften", (Köln: Böhlau, 2003. ISBN 3-412-02803-7) werden nog in 2003 teksten van von Müffling uitgegeven.